# Ederhöhenweg
Der Ederhöhenweg ist ein 234 km langer Wanderweg entlang der Eder in Nordrhein-Westfalen und Hessen. Er wurde 1983 auf Initiative des Hessisch-Waldeckischen Gebirgs- und Heimatverein (HWGHV) gemeinsam mit dem Sauerländischen Gebirgsverein (SGV) als  Hauptwanderstrecke eingerichtet.
Von der im Rothaargebirge in der Netphener Gemarkung Nauholz liegenden Ederquelle führt der Ederhöhenweg unter anderem durch Erndtebrück, Aue, Arfeld, Hatzfeld, Battenberg und Frankenberg, über die Staumauer des Edersees sowie durch Fritzlar zur Edermündung beim Edermünder Ortsteil Grifte und dann weiter bis nach Kassel.
Der Wanderweg ist im Bereich des SGV (von der Ederquelle bis Hatzfeld) mit dem weißen Andreaskreuz X als Wegezeichen, an Kreuzungspunkten um den Buchstaben E erweitert, und im Bereich des HWGHV (von Hatzfeld bis nach Kassel) mit einem weißen E gekennzeichnet.

## Filme
- Erlebnisreise auf dem Ederhöhenweg, Dokumentarfilm, Deutschland 2017 (letzte Ausstrahlung am 7. Januar 2024 im HR-Fernsehen)